# 938년

## 연호
- 후진(後晉) 천복(天福) 3년
- 요(遼) 천현(天顯) 13년 / 회동(會同) 원년
- 일본(日本) 조헤이(承平) 8년 / 덴교(天慶) 원년
- 남한(南漢) 대유(大有) 11년
- 민(閩) 통문(通文) 3년
- 후촉(後蜀) 광정(廣政) 원년
- 남당(南唐) 승원(昇元) 2년

## 기년
- 후진(後晉) 고조(高祖) 3년
- 요(遼) 태종(太宗) 12년
- 고려(高麗) 태조(太祖) 21년

## 사망
- 벽진(碧珍)의 성주(星州) 이총언